# Philipp Bertkau
Philipp Bertkau (Keulen, 11 januari 1849 - Bonn, 22 oktober 1894) was een Duits zoöloog.
Bertkau studeerde natuurwetenschappen aan de universiteit van Bonn, waar hij in 1872 zijn doctoraat behaalde. In 1873 werd hij assistent aan de botanische instituut in München en tijdens de volgende lente was hij assistent aan het zoölogisch instituut in Bonn. In 1882 werd hij benoemd tot hoogleraar aan de Agrarische Academie van Poppelsdorf. In 1890 werd hij curator aan het Instituut voor Zoölogie en vergelijkende anatomie.
Bertkau is voornamelijk bekend door zijn werk met betrekking tot de anatomie en fysiologie van spinnen, het onderzoek naar reukzin in vlinders, en anatomische studies van hermafrodiete geleedpotigen. In Bonn was hij secretaris van het Bonner Gesellschaft für Naturgeschichte.
Hij is de taxonomische auteur van de families Anyphaenidae, Hahniidae, Sparassidae en Zoropsidae, en de geslachten Ancylometes, Chalcoscirtus, Comaroma en Diplocephalus.

## Geselecteerde werken
- Über die Respirationsorgane der Araneen, 1872.
- Arachniden, 1880.
- Verzeichniss der von Prof. E. van Beneden auf seiner im Auftrage der belgischen Regierung unternommenen wissenschaftlichen Reise nach Brasilien und La Plata in Jahren 1872-5 gesammelten Arachniden, 1880.
- Ueber das Cribellum und Calamistrum. Ein Beitrag zur Histiologie, Biologie und Systematik der Spinnen.  Arch. f. Naturgesch. 1882. 48. 1. 316-362. pl. 18.
- "Various pamphlets on arachnida", 1889-1890.[1]

- Gemeinsame Normdatei: 116149531
- International Standard Name Identifier: 0000 0003 9490 9487
- Nederlandse Thesaurus van Auteursnamen: 131151355
- Réseau des bibliothèques de Suisse occidentale: 02-A018943729
- SNAC: w6x399c9
- Virtual International Authority File: 289514377
- WorldCat: E39PBJhGYBywvC8WgRMD6yyTpP